# Quy tắc octet

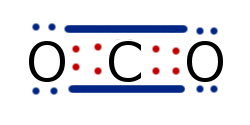
Liên kết hóa học trong carbon dioxide (CO_{2}) - tất cả các nguyên tử được bao quanh bởi 8 electron, theo dự đoán của quy tắc octet. CO_{2} do đó là một phân tử ổn định.

Quy tắc octet hay Quy tắc bát tử là một quy tắc hóa học đơn giản nói về các nguyên tử có số nguyên tử Z 4 có xu hướng kết hợp để có tám electron trong lớp hóa trị của chúng, tạo cho chúng cấu trúc điện tử giống như khí hiếm (còn gọi là khí trơ). Quy tắc được áp dụng cho các yếu tố của nhóm chính (khối s và p của bảng tuần hoàn). Quy tắc đặc biệt hữu ích cho các phi kim loại như carbon, nitơ, oxy và halogen cũng như kim loại kiềm và kiềm thổ.

## Lịch sử
Vào cuối thế kỷ XIX, các khái niệm về hóa trị đã được sử dụng để giải thích sự kết hợp của các nguyên tử hình thành các hợp chất phân tử. Năm 1893, Alfred Werner đã chỉ ra rằng số lượng nguyên tử hoặc nhóm nguyên tử liên kết với một nguyên tử trung tâm (số phối trí) thường là 4 hoặc 6. Ông đã quan sát thấy rằng các số phối trí khác lên tới tối đa là 8 có thể nhưng ít phổ biến hơn. Năm 1904, Richard Abegg lưu ý rằng sự khác biệt giữa hóa trị dương tối đa và hóa trị âm tối đa của một nguyên tố thường là 8 (định luật Abegg). Quy tắc thứ hai này được sử dụng vào năm 1916 khi Gilbert N. Lewis xây dựng Quy tắc octet như một phần của lý thuyết nguyên tử khối của mình, để giải thích cho quy tắc.

## Biện minh và sử dụng
Tóm lại, lớp electron hóa trị của một nguyên tố được cho là đầy đủ khi chứa 8 electron, tương ứng với cấu hình electron ns2np6. Cấu trúc này, tương ứng với cấu trúc của các khí hiếm, có liên quan đến sự ổn định tối đa. Các cấu hình điện tử của khí hiếm như sau: 
| He | 1s2                 |
| Ne | [He] 2s22p6         |
| Ar | [Ne] 3s23p6         |
| kr | [Ar] 4s23d104p6     |
| xe | [Kr] 5s24d105p6     |
| Rn | [Xe] 6s24f145d106p6 |